# Michael Putney
Michael Putney (nascido em Nova Iorque) é um jornalista, repórter e colunista político de Miami, Estados Unidos. Putney é o vencedor de dois Emmy Awards.
Desde 1981, Putney trabalha para a WPLG, canal 10, uma rede afiliada da ABC, localizada em Miami, Flórida, como apresentador do programa This Week In South Florida with Michael Putney.
Putney também escreve uma coluna quinzenal sobre a política para o The Miami Herald, e já escreveu para o The Observer Nacional, Time e para a WTVJ.